# Alberto González Cespedosa
Alberto González Cespedosa (Córdoba, España, 23 de julio de 1996), conocido como Chori, es un futbolista español que juega como portero en el Fútbol Club Málaga City de la Tercera Federación.

## Trayectoria
Alberto es un guardameta formado en los escalafones inferiores del futbol base de varios clubes de la ciudad de Córdoba.Debutó en el futbol amateur en el Ciudad de Lucena, que en 2017 ingresó en la estructura del Córdoba CF B para jugar en el Grupo IV de la Segunda División B.
Para la temporada 2018/19 alternaría participaciones con el filial de Tercera División y la primera plantilla del Córdoba CF en la Liga 123. Hace su debut en Segunda División el 22 de septiembre de 2018, en un encuentro frente al CD Tenerife que acabaría con empate a uno.
El 6 de agosto de 2019 se convierte en portero del CD Mirandés para seguir su carrera futbolística en Segunda División.
En 2021 deja el C. D. Mirandés, y se marcha a la S. D. Almazán de Tercera Federación, donde juega dos temporadas.
En 2023 firma por el Palencia C. F., hasta final de temporada. Al año siguiente, se marcha al C. P. Villarrobledo.
A finales de 2024, abandona el C. P. Villarrobledo debido a los problemas económicos que arrastraba el club. Posteriormente firma por el F. C. Málaga City de la Tercera Federación hasta final de temporada.

## Clubes
| Club                   | País   | Año       |
| ---------------------- | ------ | --------- |
| Ciudad de Lucena       | España | 2015-2017 |
| Córdoba CF B           | España | 2017-2018 |
| Córdoba Club de Fútbol | España | 2018-2019 |
| CD Mirandés            | España | 2019-2021 |
| S. D. Almazán          | España | 2021-2023 |
| Palencia C. F.         | España | 2023-2024 |
| C. P. Villarrobledo    | España | 2024      |
| F. C. Málaga City      | España | 2025-Act. |